# Bob Uecker
Robert George Uecker, detto Bob (Milwaukee, 26 gennaio 1934 – Menomonee Falls, 16 gennaio 2025), è stato un giocatore di baseball e attore statunitense.

## Biografia

### Carriera nel baseball

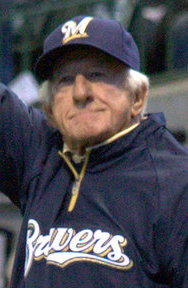
Uecker nel 2011

Uecker firmò con i Milwaukee Braves prima dell'inizio della stagione 1956 come free agent.
Debuttò nella MLB il 13 aprile 1962, al Dodger Stadium di Los Angeles contro gli L.A. Dodgers. Il 9 aprile 1964, i Braves scambiarono Uecker con i St. Louis Cardinals per Jimmie Coker e Gary Kolb. Il 27 ottobre 1965, venne scambiato dai Cardinals, assieme a Dick Groat e Bill White, con i Philadelphia Phillies per Pat Corrales, Alex Johnson e Art Mahaffey.
Il 6 giugno 1967, Uecker venne nuovamente scambiato tornando con i Braves (che nel frattempo si erano trasferiti ad Atlanta) per Gene Oliver. Venne svincolato dalla squadra il 6 ottobre.

### Wrestling
Negli anni ottanta intervistò i wrestler della WWF (oggi nota con la sigla WWE). Famosa rimarrà l'intervista fatta ad André the Giant a WrestleMania III nel cui finale il gigante mette le mani al collo a Uecker. Dal 2010 fa parte della WWE Hall of Fame.

### Carriera di attore
Nel cinema ebbe un ruolo di spicco nella trilogia cinematografica Major League dove interpretò Harry Doyle dell'emittente dei Cleveland Indians. Nei film, il personaggio di Uecker è noto per le sue battute e la sua tendenza a ubriacarsi durante le partite perdenti, oltre a minimizzare il gioco povero della squadra per il pubblico radiofonico.

### Morte
Uecker è morto nel 2025 per un tumore polmonare.

## Filmografia

### Attore
- Mr. Belvedere - serie TV, 115 episodi (1985-1990)
- Major League - La squadra più scassata della lega (Major League), regia di David S. Ward (1989)
- Major League - La rivincita (Major League II), regia di David S. Ward (1994)
- Major League - La grande sfida (Major League: Back to the Minors), regia di John Warren (1998)